# Ed e Lorraine Warren

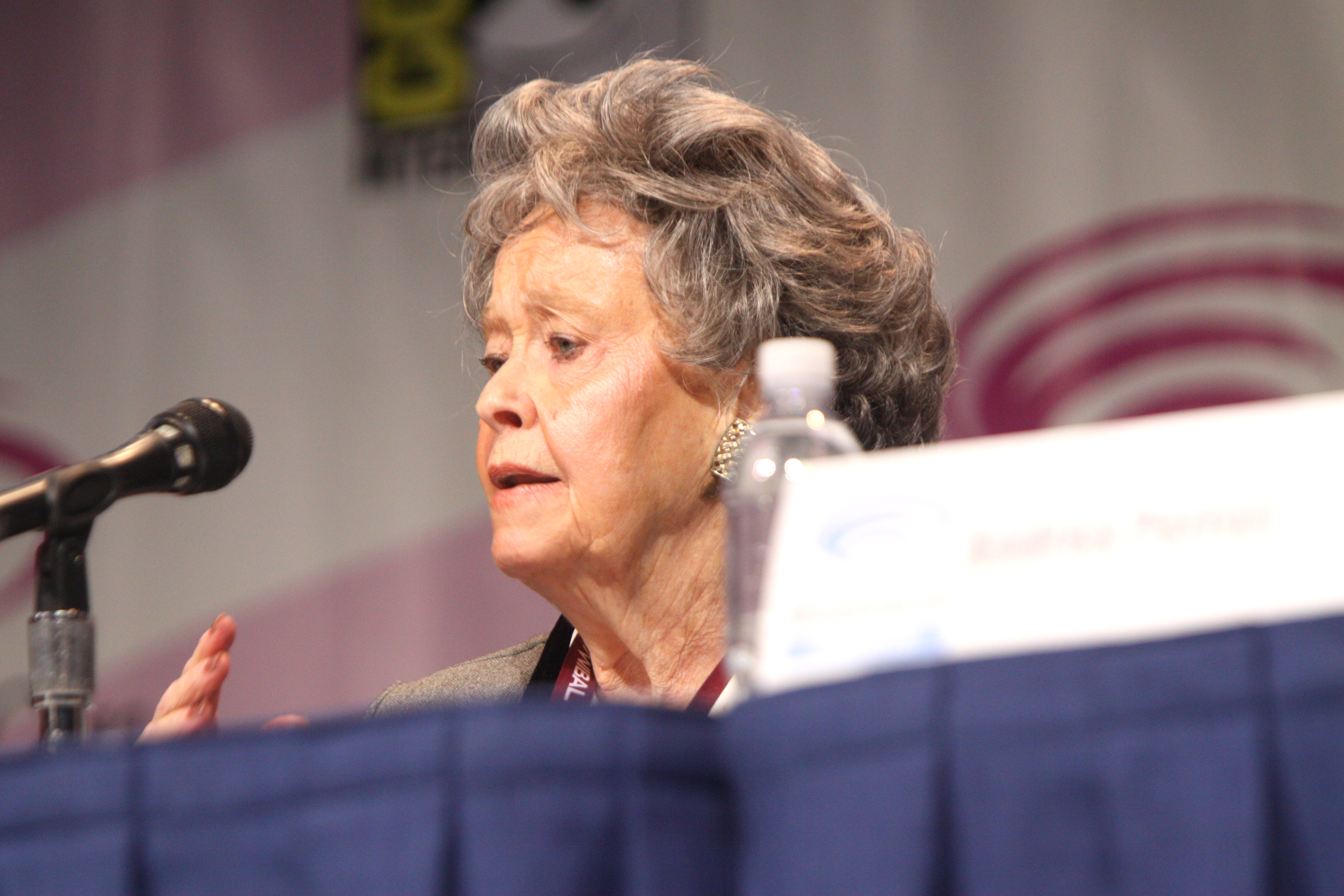
Lorraine Warren al WonderCon 2013

Edward Warren Miney (Bridgeport, 7 settembre 1926 – Monroe, 23 agosto 2006) e Lorraine Rita Moran (Bridgeport, 31 gennaio 1927 – Monroe, 18 aprile 2019) sono stati due demonologi, ricercatori del paranormale e scrittori statunitensi.
Insieme hanno fondato nel 1952 la New England Society for Psychic Research e un Museo dell'Occulto dentro la propria casa. Hanno scritto numerosi libri sul paranormale e indagato su molti casi legati a presunte manifestazioni sovrannaturali, tra i quali quello sulla casa infestata di Amityville.

## Biografia
Edward era un veterano della marina degli Stati Uniti della seconda guerra mondiale ed ex agente di polizia, mentre la moglie si è auto-definita chiaroveggente.
Nel 1952, i Warren hanno fondato la New England Society for Psychic Research, il più antico gruppo di demonologi e cacciatori di fantasmi del New England, e aperto il The Warren's Occult Museum nel seminterrato della loro casa a Monroe, Connecticut, luogo dove conservano in massima sicurezza oggetti legati alle loro indagini. Sono anche autori di numerosi libri sul paranormale e sulle loro indagini private. Hanno affermato di aver indagato su più di 10 000 casi nel corso della loro carriera.
I Warren furono responsabili della formazione di numerosi demonologi inclusi Dave Considine, Lou Gentile, e il loro nipote John Zaffis. Dopo la morte di Ed, avvenuta nel 2006, Lorraine ha continuato a indagare, spiegando che "È stato Ed stesso a farmi sapere che lui voleva che continuassi a fare questo. Quindi devo dire che lo sto facendo per lui. Lo sto facendo per onorare mio marito. Il lavoro significava molto per lui, è per questo che voglio portare avanti la sua eredità." Oltre alle indagini, Lorraine ha continuato inoltre a gestire il loro Museo dell'Occulto con l'aiuto del suo genero, Tony Spera.
Lorraine si è spenta all'età di 92 anni il 18 aprile 2019.

## Vita privata
Ed e Lorraine sono convolati a nozze il 23 maggio 1945 ed hanno avuto una figlia, Judy.

## Investigazioni dei Warren

### Annabelle
Nel 1970, i Warren furono contattati da una studentessa e dalla sua coinquilina per investigare su una bambola stile Raggedy Ann, che, a detta di un medium contattato dopo alcuni strani fenomeni, sarebbe stata posseduta dallo spirito di una ragazza di nome Annabelle Higgins. I Warren presero la bambola, dicendo alle studentesse che era "posseduta da un demone", e la esposero al "Museo dell'Occulto" di famiglia.
La storia della bambola ha ispirato diversi film nell'universo di The Conjuring.

### Famiglia Perron
Negli anni settanta i Warren hanno sostenuto che la casa della famiglia Perron ad Harrisville, nel Rhode Island, fosse infestata dallo spirito di una strega di nome Bathsheba Sherman, che visse lì nel XIX secolo. Dopo un presunto esorcismo, la famiglia Perron visse nella casa per altri nove anni.
La storia è raccontata nel film del 2013 L'evocazione - The Conjuring, per il quale Lorraine Warren è stata consulente della produzione. Un giornalista di USA Today ha scoperto le presunte basi all'origine del film.

### Amityville
I Warren sono famosi per il loro coinvolgimento nel caso della casa infestata di Amityville, all'interno della quale la famiglia Lutz fu tormentata da fenomeni paranormali che li costrinsero a lasciare la loro casa. Nel corso della loro indagine i coniugi Warren affermarono che la casa era veramente infestata. Stephen e Roxanne Kaplan, autori del libro The Amityville Horror Conspiracy, erano convinti che si trattasse di nient'altro che di una "truffa". Nonostante le presunte prove sulla truffa che Kaplan affermava di possedere, nessuna di esse è mai stata presentata ed in seguito, ad una stazione radiofonica di New York, chiese scusa ai Warren. Secondo lo scrittore scettico Benjamin Radford, la storia dell'infestazione sarebbe stata "smentita da testimoni oculari, indagini e prove forensi" sebbene in realtà non esistano prove a sostegno della sua tesi. La maggior parte delle voci che propendono alla truffa sono dovute al fatto che nel libro di Jay Anson, Orrore ad Amityville vi erano delle incongruenze. Lo stesso Ed Warren reputava però il libro in questione non esatto al 100%. Nel 1979, in seguito ad una causa legale con i coniugi Lutz, l'avvocato William Weber dichiarò che alcune parti del libro di Jay Anson - secondo alcuni quelle che contengono errori, secondo altri quelle riguardo l'infestazione - sarebbero state inventate dopo aver bevuto molte bottiglie di vino..
La storia della famiglia Lutz e della casa di Amityville è alla base del libro Orrore ad Amityville e dei film del 1979 e del 2005.

### Il Poltergeist di Enfield
Nel 1977, i Warren hanno indagato su presunte attività di poltergeist che avrebbero tormentato una famiglia nel sobborgo di Enfield, a nord di Londra. Mentre un certo numero di osservatori indipendenti ha liquidato l'incidente come una bufala compiuta dai bambini della famiglia perché in cerca di attenzione, i Warren erano convinti che si trattasse realmente di un caso di possessione demoniaca.
La storia è stata fonte d'ispirazione per il film The Conjuring 2 - Il caso Enfield, anche se i critici affermano che i Warren erano coinvolti "in misura molto minore rispetto a quanto rappresentato nel film" e in effetti si presentarono sulla scena senza essere stati invitati e gli venne anche negato l'ingresso nella casa.

### Assassino indemoniato
Nel 1981, Arne Johnson fu accusato dell'uccisione del suo padrone di casa Alan Bono. Ed e Lorraine Warren erano stati inizialmente chiamati a visitare David Glatzel, fratello minore della fidanzata di Arne, poiché vi era il sospetto di una possessione demoniaca. Dopo un'accurata indagine sulla situazione, documentata da foto e registrazioni, confermarono la possessione e fecero eseguire un esorcismo. Durante l'evento, Arne sfidò il diavolo a impossessarsi del suo corpo anziché di quello di David e qualche mese dopo uccise Alan Bono, affermando di non ricordare niente dell'accaduto poiché era stato commesso sotto possessione. Al processo, la difesa dell'uomo puntò principalmente sulla sua effettiva mancanza di coscienza al momento dell'omicidio, causata dalla possessione, formulando il primo caso nella storia giudiziaria americana dove un avvocato difende il proprio cliente basandosi su prove di una condizione di influenza sovrannaturale. Anche Johnson si dichiarò innocente, sempre rivendicando la sua presunta possessione, ma venne ugualmente condannato.
Il caso fu descritto nel libro The Devil in Connecticut di Gerald Brittle e nei film Ostaggio per il demonio (1983) e The Conjuring 3 - Per ordine del diavolo (2021).

### Casa Snedeker
Nel 1980 Carmen Snedeker e la sua famiglia si trasferirono in una casa a Southington, Connecticut, per vivere più vicino all'UConn Health Center dove il figlio di Carmen era in cura per il cancro. Nel seminterrato dell'abitazione venne ritrovata attrezzatura mortuaria, ed è stato poi accertato che la casa in passato era stata sede di un'impresa di pompe funebri. La famiglia iniziò a sostenere che nella casa vivessero dei demoni. Nel 1986 Ed e Lorraine Warren esaminarono la casa, la quale sarebbe stata ripulita da ogni presenza, dopo un esorcismo condotto nel 1988.
Il caso è stato descritto nel libro del 1993 In a Dark Place: The Story of a True Haunting. Nel 2002 sulla vicenda venne realizzato un film televisivo che in seguito è diventato parte della serie A Haunting di Discovery Channel. Il messaggero - The Haunting in Connecticut, un film molto vagamente basato sugli eventi, è stato distribuito nel 2009.

### Famiglia Smurl
Jack e Janet Smurl chiesero aiuto ai coniugi Warren in quanto nella loro casa avevano luogo vari fenomeni soprannaturali che comprendevano strani suoni, odori e apparizioni. I Warren affermarono che la casa Smurl era infestata da tre spiriti e che un demone avrebbe violentato Jack e Janet Smurl.
Sul caso è stato scritto il libro The Haunted e realizzato un film televisivo intitolato La casa delle anime perdute.

### Stepney Cemetery
Il cimitero di Stepney, in Monroe, Connecticut, era creduto essere infestato dal fantasma di una "donna vestita di bianco". Al caso lavorò il vescovo Robert McKenna aiutato dai Warren e loro nipote John Zaffis.
Questo cimitero è anche quello dove riposano Ed e Lorraine Warren.

### Union Cemetery
L'Union Cemetery è un cimitero storico e si trova vicino Stepney Road in Easton, Connecticut. Fu un caso simile al cimitero di Stepney. Su tale caso i coniugi Warren hanno scritto il libro Graveyard: True Hauntings from an Old New England Cemetery.

### Lupo mannaro
I Warren sostengono di aver esorcizzato un "lupo mannaro indemoniato" nel 1983. Il soggetto del caso, Bill Ramsey, aveva morso diverse persone, credendo di essere un lupo. Gli eventi che circondano questo caso sono stati successivamente descritti nel 1991 in un libro scritto dai Warren, Werewolf: A True Story of Demonic Possession.

### Cody e "l'Uomo"
Nel Kentucky, il figlio di sei anni di Jan e Dale Foster, Cody, iniziò a parlare con un amico immaginario che lui chiamava "l'Uomo". Col passare del tempo il bambino divenne sempre più aggressivo. "L'Uomo" infatti sembrava dare istruzioni a Cody di non fidarsi della propria famiglia e tentava di farlo allontanare sempre di più dai genitori.
Nel frattempo, nella casa iniziano a succedere fenomeni strani: i rubinetti dell'acqua si aprivano da soli, si udivano rumori di passi per la casa e le porte si aprivano e chiudevano da sole. Jan iniziò a sospettare che "l'Uomo" fosse in realtà un'entità maligna che si stava lentamente impossessando del figlio e decise di chiedere aiuto ai coniugi Warren. Ed Warren cercò di provocare l'entità per farla manifestare e questo successe puntualmente quando il tavolino sul quale stava avvenendo la discussione iniziò a tremare vistosamente. Lorraine Warren fu invece assalita da una sensazione di odio e percepì l'entità come qualcosa di estremamente pericoloso.
Una notte Cody, non riuscendo a dormire, si recò nella camera dei genitori per cercare compagnia. La madre andò allora in camera con il figlio, si stese sul suo letto e quasi si addormentò, ma fu svegliata di colpo da una figura demoniaca che si stagliava di fronte ai suoi occhi. Fuggita di corsa da quella camera incontrò Cody che le chiese: « Lo hai visto anche tu, vero? »
I coniugi Warren chiesero allora aiuto a uno sciamano nativo americano per provare a eliminare quell'entità. Dopo una sorta di cerimonia che somigliava molto a un esorcismo, finalmente Cody fu liberato dalla presenza di quell'essere che diceva di essere sepolto nel vicino cimitero. 
Questo caso è diventato celebre grazie alla serie televisiva A Haunting, che ne ha tratto un episodio intitolato "Demon Child".

## New England Society for Psychic Research
La New England Society for Psychic Research, il gruppo più antico di demonologi e cacciatori di fantasmi, venne fondata dai coniugi nel 1952. Secondo i Warren, nella N.E.S.P.R. lavorava per le indagini una gran varietà di persone, inclusi medici, ricercatori, funzionari di polizia, infermieri, studenti universitari e membri del clero.

## Critiche
Secondo un'intervista del 1997 con il Connecticut Post, Steve Novella e Perry DeAngelis hanno indagato sui Warren per conto della New England Skeptical Society (NESS), un'organizzazione americana dedicata alla promozione della scienza e della ragione. Essi hanno trovato i Warren persone piacevoli, ma le loro affermazioni su demoni e fantasmi essere "nella migliore delle ipotesi, come narratori di storie di fantasmi senza senso e, nella peggiore delle ipotesi, pericolose frodi". Novella e DeAngelis hanno acquistato il tour da 13 dollari e hanno esaminato tutte le prove e i video che i Warren avevano raccolto riguardo a spiriti e fantasmi. La loro conclusione è stata "It's all blarney" ("E' tutto un eloquio da ciarlatano"). Hanno trovato errori comuni con il flash delle fotografie e niente di riconducibile al Male nei manufatti che i Warren avevano raccolto. "Hanno... un sacco di storie esagerate ("fish stories") su prove che sono sfuggite... Non stanno facendo una buona indagine scientifica; hanno una conclusione predeterminata a cui aderiscono, letteralmente e religiosamente", secondo Novella. Lorraine Warren disse che il problema con Perry e Steve è che "non basano nulla su un Dio". Novella ha risposto: "Ci vuole del lavoro per fare un pensiero solido e critico, impiegare effettivamente le tue facoltà intellettuali e giungere a una conclusione che rifletta effettivamente la realtà ... Questo è ciò che fanno gli scienziati ogni giorno, ed è ciò che sostengono gli scettici."
Un articolo per The Sydney Morning Herald ha esaminato se le pellicole che filmavano eventi soprannaturali fossero davvero basati su eventi reali, ma quell'indagine è stata utilizzata come prova del contrario. Come Novella disse, "Loro [i Warren] affermano di avere prove scientifiche che dimostrano effettivamente l'esistenza di fantasmi, il che suona come un'affermazione verificabile in cui possiamo affondare i nostri denti investigativi. Ciò che abbiamo scoperto è stata una coppia molto simpatica, persone genuinamente sincere, ma assolutamente nessuna prova convincente...". Mentre è stato chiarito che né DeAngelis né Novella pensavano che i Warren avrebbero intenzionalmente causato danni a qualcuno, hanno avvertito che affermazioni come quelle dei Warren servivano a rafforzare le delusioni e confondere il pubblico sulla legittima metodologia scientifica.

## Museo dell'occulto
Oltre alle indagini, Lorraine gestiva il The Warrens' Occult Museum, chiuso nel 2019, nel retro della sua casa a Monroe, nel Connecticut, con l'aiuto di suo genero, Tony Spera. Il museo esponeva molti oggetti e manufatti dichiarati infestati provenienti da tutto il mondo. Sono stati presentati molti dei manufatti delle loro indagini più famose. Il museo è attualmente di proprietà di Judy Warren, figlia di Ed e Lorraine, e Tony Spera.

## Programmi
- Ghost Hunters: True Stories From the World's Most Famous Demonologists di Ed Warren (1989)
- Ghost Tracks di Cheryl A. Wicks con Ed e Lorraine Warren (2004)
- Graveyard: True Hauntings from an Old New England Cemetery di Ed Warren (1992)
- The Haunted: The True Story of One Family's Nightmare di Robert Curran con Jack Smurl e Janet Smurl e Ed e Lorraine Warren (1988)
- Satan's Harvest di Michael Lasalandra e Mark Merenda con Maurice e Nancy Theriault e Ed e Lorraine Warren (1990)
- Werewolf: A True Story of Demonic Possession di Ed Warren (1991)

I coniugi Warren sono citati in numerosi libri:
- Deliver Us From Evil: Taken from the files of Ed and Lorraine Warren di J. F. Saywer (19??)
- Orrore ad Amityville (The Amityville Horror) di Jay Anson (1977)
- The Demonologist: The Extraordinary Career of Ed and Lorraine Warren di Gerald Brittle (1980)
- The Devil in Connecticut di Gerald Brittle (1983)
- In A Dark Place: The Story of a True Haunting di Ray Garton (1992)
- Il Manuale del Cacciatore di Fantasmi a cura del Ghost Hunters Team (2012)

## Apparizioni nei media
- Lorraine è apparsa in numerosi episodi della serie documentaristica Fantasmi, nella quale discute alcuni dei casi ai quali la coppia ha lavorato.[25]
- Lorraine è apparsa in Paranormal State, in qualità di investigatrice ospite.[26]
- Ed e Lorraine sono apparsi in Scariest Places on Earth.
- Lorraine fa un cameo nel film The Conjuring - L'evocazione.

## Adattamenti cinematografici

Ed e Lorraine Warren, i protagonisti della saga cinematografica horror, interpretati da Patrick Wilson e Vera Farmiga nel primo film.

- Nel 1991 venne realizzato un film televisivo basato sulle vicende della famiglia Smurl intitolato La casa delle anime perdute. Scritto da Robert Curran, Jack Smurl, Janet Smurl, Ed Warren e Lorraine Warren, il film vede tra gli interpreti Jeffrey DeMunn nel ruolo di Jack Smurl e Sally Kirkland in quello di Janet Smurl.[27]
- Il film del 2009 Il messaggero - The Haunting in Connecticut è ispirato liberamente all'inquietante indagine che i coniugi Warren svolsero nel 1986 in casa della famiglia Snedeker.[28]
- Il film The Conjuring - L'evocazione, diretto da James Wan nel 2013, è basato su un caso dei coniugi Warren. Patrick Wilson e Vera Farmiga interpretano Ed e Lorraine Warren.[29] James Wan nel 2016 dirige anche il seguito The Conjuring 2 - Il caso Enfield che vede come protagonisti la stessa coppia di attori; il film riporta un adattamento degli eventi di quello che è conosciuto come il Poltergeist di Enfield. I personaggi sono apparsi anche nei film spin-off The Nun - La vocazione del male (2018) e Annabelle 3 (2019). In The Conjuring 3 - Per ordine del diavolo (2021) rivede l'apparizione della coppia di demonologi; il film riporta un adattamento degli eventi di quello che è conosciuto come il Processo ad Arne Johnson.